# Мартіньш Грундманіс
Мартіньш Грундманіс (латис. Mārtiņš Grundmanis; нар. 18 листопада 1913 — пом. 30 листопада 1944, Рига) — латвійський баскетболіст, чемпіон Європи 1935 року.

## Життєпис
Мартіньш Грундманіс народився 1913 року. Навчався в Тартуському університеті, тоді ж закінчив чотирирічні курси фізичного виховання в місцевому відділенні Християнської асоціації для юнаків (ІМКА). У чемпіонаті Латвії виступав за АСК, в 1939 і 1940 роках вигравав у складі «армійців» чемпіонат країни.
У складі збірної Латвії зіграв 20 матчів. На переможному для латвійців першому в історії чемпіонаті Європи 1935 року входив до стартової п'ятірки збірної Латвії, в 3-х матчах набрав 6 очок: 2 — у матчі першого кола проти збірної Угорщини і 4 — у фіналі зі збірною Іспанії. На Олімпійських іграх 1936 року в трьох матчах набрав 2 очки у грі зі збірною Польщі, а на домашньому чемпіонаті Європи 1937 року — 1 очко в 3-х зіграних матчах.
Під час другої світової війни служив у латиському добровольчому легіоні СС. У 1944 році в ході Прибалтійської наступальної операції в одному з боїв узятий в полон Червоною армією. Наклав на себе руки 30 листопада 1944 року у таборі для військовополонених у Саркандаугаві.